# Екатеринбургская агломерация
Екатеринбу́ргская агломера́ция — агломерация (надгородское образование), включающая в себя Екатеринбург с его пригородной зоной; одна из крупнейших в России агломераций (4-я по величине после Московской, Санкт-Петербургской и Самарско-Тольяттинской) и межрегиональный центр социально-экономического развития и притяжения востока европейской и западносибирской частей России и Северного Казахстана.

## Структура и состав
По проекту районной планировки Свердловской области 1970-х годов предусматривалось «крестообразное» развитие её планировочной структуры: меридиональное, вдоль Уральских гор, и широтное — по линии транспортной линии Европа — Азия, с развитием ядра в виде Свердловского внутриобластного района. Ядро агломерации развивалось радиально с созданием кольцевой системы в виде Екатеринбургской кольцевой автодороги.
На территории Екатеринбургской агломерации можно выделить девять лучей расселения:
- Невьянский,
- Верхнепышминский,
- Режевской,
- Богдановичский,
- Каменск-Уральский,
- Сысертский,
- Полевской,
- Ревдинский,
- Первоуральский.

Они сформировались вдоль четырнадцати основных транспортных направлений, и несколько концентрических зон расселения (ближняя, средняя, дальняя), которые отличаются интенсивностью связей между городами и транспортной связанностью с ядром агломерации, густотой населённых пунктов и плотностью населения, характером сложившегося производства и пр.
Некоторые города агломерации, а именно Первоуральск, Ревда, Полевской и Верхняя Пышма, являются монопрофильными городами Российской Федерации.
В октябре 2016 года началась разработка научно-исследовательской работы «Принципы формирования Екатеринбургской агломерации», на базе которой в схему территориального планирования Свердловской области было внесено понятие «Екатеринбургская агломерация».
В июле 2018 года схема территориального планирования Свердловской области рассматривает меридиональную полосу расселения по оси Екатеринбург — Серов — Челябинск — Магнитогорск — Орск с двумя ответвлениями в сторону Перми и Оренбурга как «суперагломерация», «Уральский мегалополис» и Екатеринбургскую агломерацию как её ядро.
В ноябре 2020 года было подписано соглашение о взаимодействии органов местного самоуправления в рамках развития Екатеринбургской агломерации. Участниками соглашения стали: Екатеринбург, Верхняя Пышма, Берёзовский, Дегтярск, Верхнее Дуброво, Первоуральск, Ревда, Среднеуральск, Заречный, посёлок Уральский, а также Арамильский, Белоярский, Сысертский и Полевской городские округа.
Взаимодействие муниципалитетов агломерации осуществляет Координационный совет, при этом агломерационное объединение не обладает самостоятельной правосубъектностью.
29 ноября 2022 года Сысертский городской округ выступил учредителем некоммерческой корпоративной организации «Ассоциация муниципальных образований „Екатеринбургская городская агломерация“». В феврале 2023 года Администрация города Екатеринбурга инициировала участие муниципального образования в организации межмуниципального сотрудничества в форме ассоциации. В июне 2023 года в ассоциацию вошли вообще все оставшиеся муниципалитеты.
В ноябре 2022 года агломерация вошла в тройку пилотных проектов где будет апробирован долгосрочный план развития.
В декабре 2022 года на заседании координационного совета был принят долгосрочный план развития агломерации, который состоит из 36 проектов и формировании трех основных каркасов. Документ будет итегрирован в схему территориального планирования и будет готов к 1 сентября 2023 года.
В декабре 2023 года было перераспределено государственное полномочие по утверждению генерального плана Арамильского, Белоярского, Верхнего Дуброво, Дегтярска, Первоуральск, Ревды, Среднеуральска, Полевского и Сысертского городских округов, а также муниципального образования «город Екатеринбург» в связи с необходимостью общей координации при подготовке и утверждению и отнести его к государственному полномочию Правительства Свердловской области.

### Состав агломерации согласно «Схеме территориального планирования Свердловской области»
В документах «Схемы территориального планирования Свердловской области» определены как состав того, что именуется «Екатеринбургская система расселения», в составе которой выделяется собственно «Екатеринбургская агломерация».

#### Екатеринбургская агломерация
| Муниципальное образование | Площадь на 1.01.2011 км² | Население (1 января 2012 г.) | Население (1 января 2021 г.) |
| ------------------------- | ------------------------ | ---------------------------- | ---------------------------- |
| МО «город Екатеринбург»   | 1 142,89                 | 1 411 137                    | 1 588 665                    |
| Берёзовский ГО            | 1 125,47                 | 71 023                       | 76 218                       |
| ГО Заречный               | 299,27                   | 30 004                       | 31 509                       |
| Асбестовский ГО           | 745,02                   | 70 482                       | 59 503                       |
| ГО Рефтинский             | 24,44                    | 16 334                       | 15 164                       |
| Малышевский ГО            | 36,50                    | 10 974                       | 9 678                        |
| Белоярский ГО             | 1 323,29                 | 34 132                       | 34 222                       |
| ГО Верхнее Дуброво        | 45,65                    | 4 841                        | 4 663                        |
| МО посёлок Уральский      | 10,01                    | 2 416                        | 2 150                        |
| Арамильский ГО            | 30,15                    | 17 525                       | 22 300                       |
| Сысертский ГО             | 2 107,12                 | 60 633                       | 63 204                       |
| Полевской ГО              | 1 550,58                 | 71 067                       | 61 647                       |
| ГО Дегтярск               | 174,77                   | 15 712                       | 15 572                       |
| ГО Ревда                  | 944,99                   | 63 317                       | 61 486                       |
| ГО Первоуральск           | 2 053,75                 | 149 761                      | 133 376                      |
| Новоуральский ГО          | 421,00                   | 87 144                       | 81 053                       |
| ГО Верхняя Пышма          | 1 052,36                 | 73 854                       | 85 887                       |
| ГО Среднеуральск          | 83,98                    | 21 069                       | 24 566                       |
| ВСЕГО:                    | 13 171,24                | 2 211 425                    | 2 371 024                    |

#### Екатеринбургская система расселения
| Муниципальное образование                  | Площадь на 1.01.2011 км² | Население (на 1 января 2012 г.) | Население (1 января 2021 г.) |
| ------------------------------------------ | ------------------------ | ------------------------------- | ---------------------------- |
| Нижнесергинский МР                         | 2 858,70                 | 43 068                          | 38 081                       |
| Бисертский ГО                              | 1 289,00                 | 10 403                          | 9 711                        |
| Шалинский ГО                               | 4 283,16                 | 20 676                          | 16 470                       |
| ГО Староуткинск                            | 618,07                   | 3 054                           | 2 689                        |
| ГО Верхний Тагил                           | 310,57                   | 13 365                          | 11 247                       |
| Кировградский ГО                           | 661,63                   | 27 497                          | 24 236                       |
| ГО Верх-Нейвинский                         | 49,26                    | 5 161                           | 4 354                        |
| Невьянский ГО                              | 1 957,94                 | 42 689                          | 37 520                       |
| Режевской ГО                               | 1 949,37                 | 48 220                          | 45 782                       |
| Артёмовский ГО                             | 2 027,73                 | 58 998                          | 53 018                       |
| ГО Сухой Лог                               | 1 684,51                 | 49 170                          | 47 060                       |
| ГО Богданович                              | 1 497,99                 | 46 572                          | 44 106                       |
| МО город Каменск-Уральский                 | 142,24                   | 174 998                         | 166 664                      |
| Каменский ГО                               | 2 146,02                 | 28 985                          | 26 639                       |
| Периферийная часть системы расселения:     | 20 187,19                | 572 850                         | 527 577                      |
| Екатеринбургская агломерация:              | 13 171,24                | 2 211 425                       | 2 371 024                    |
| Екатеринбургская система расселения ВСЕГО: | 33 358,43                | 2 784 275                       | 2 870 799                    |

#### Екатеринбургская промышленная агломерация
Главный архитектор Свердловской области, чл.-корр. РААСН Г. В. Мазаев высказывает мысль о том, что существует т. н. «Екатеринбургская промышленная агломерация», которая включает в себя: Екатеринбург, Новоуральск, Заречный, Каменск-Уральский, Реж, Артёмовский, Невьянск, Арамиль, Берёзовский, Верхнюю Пышму, Первоуральск, Ревду, Полевской, Асбест, п. Уральский, п. им. Малышева, п. Изумруд, Богданович, Михайловск. Указанные поселения, входящие в состав Екатеринбургской промышленной агломерации, все лежат в границах Екатеринбургской системы расселения, а потому можно с определённой долей условности принять, что пространство, занимаемое Екатеринбургской промышленной агломерацией, и территория Екатеринбургской системы расселения примерно совпадают, а потому численность населения Екатеринбургской промышленной агломерации составит также ок. 2,6 млн человек.

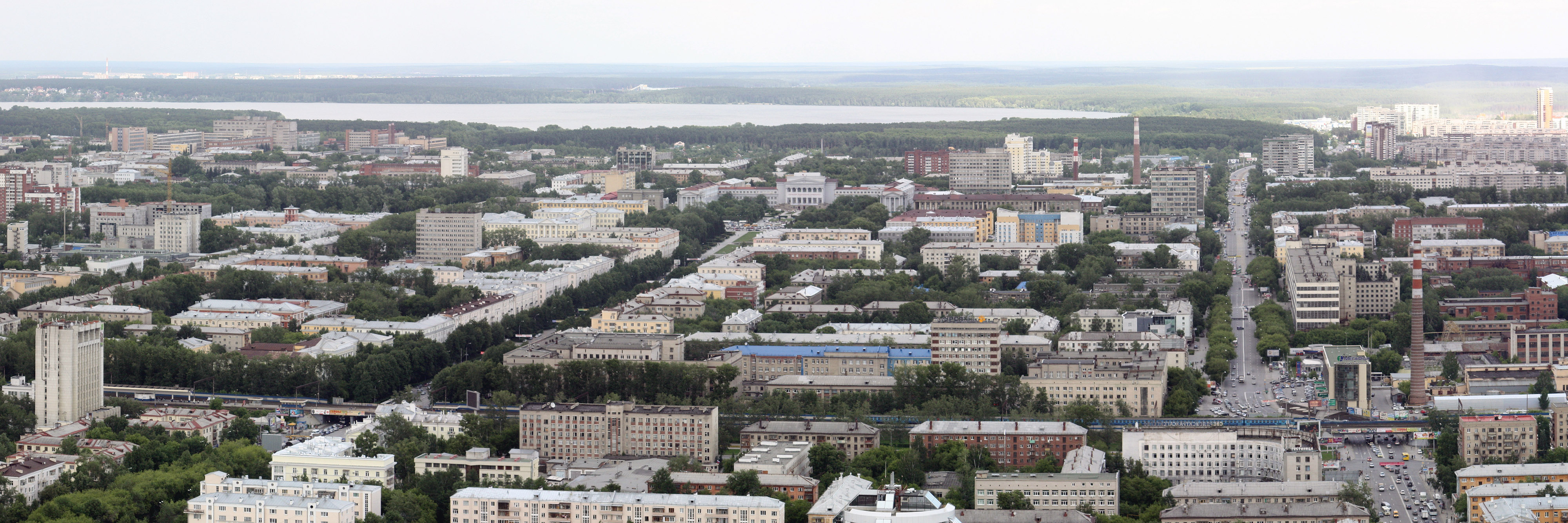
Вид из центральной части Екатеринбурга на озеро Шарташ в сторону города Берёзовского

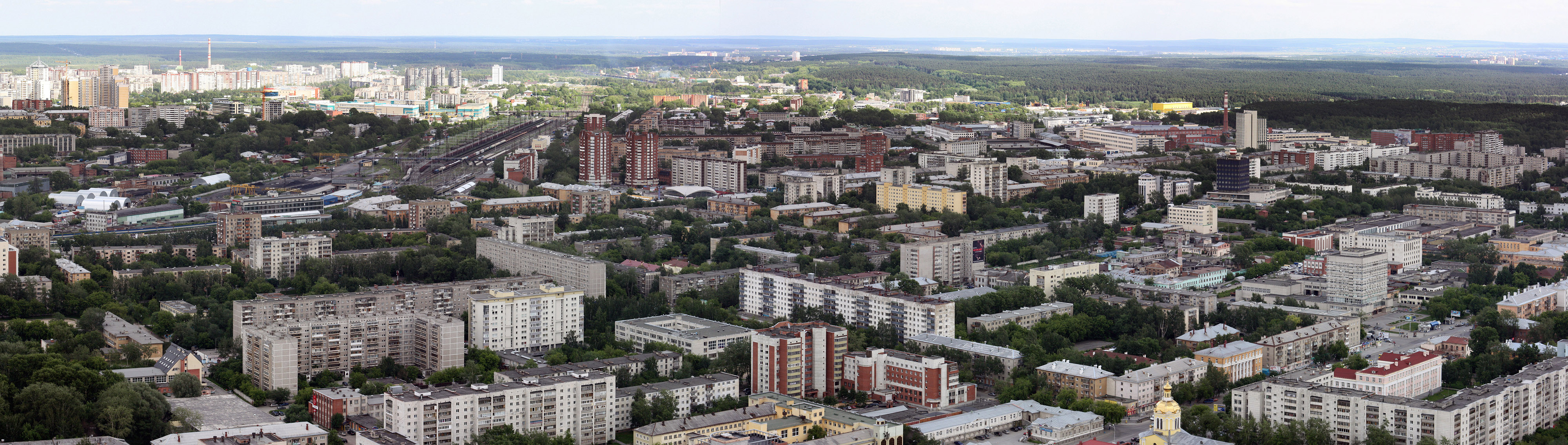
Вид в сторону города Арамили

### Большой Екатеринбург
Екатеринбургская агломерация включает в себя так называемый фактический Большой Екатеринбург — Екатеринбург и его ближайшие города-спутники: Арамиль, Берёзовский, Верхняя Пышма, Среднеуральск. Общая численность их населения по данным на 1 января 2021 г. составляет 1 669 342 человек против 1 495 066 человек у собственно города.
По инициативе губернатора Свердловской области А. С. Мишарина летом 2010 года был инициирован вопрос об объединении Екатеринбурга и этих четырёх городов-спутников в одно муниципальное образование—городской округ Большой Екатеринбург, что сделало бы город третьим по численности в России. Кроме Екатеринбурга остальные муниципалитеты дали отрицательное заключение на это предложение.

### Города второго пояса
| Город        | Расстояние до Екатеринбурга, км | Население (1 января 2010 г.) | Население (1 января 2021 г.) |
| ------------ | ------------------------------- | ---------------------------- | ---------------------------- |
| Дегтярск     | 40 (74 ч/з г. Ревда)            | 15 954                       | 15 497                       |
| Заречный     | 60                              | 27 205                       | 28 112                       |
| Новоуральск  | 67                              | 91 813                       | 78 479                       |
| Первоуральск | 46                              | 134 395                      | 114 450                      |
| Полевской    | 40                              | 64 316                       | 55 182                       |
| Ревда        | 43                              | 61 713                       | 60 200                       |
| Сысерть      | 50                              | 20 594                       | 20 634                       |

Также иногда к агломерации относят ряд городов, расположенных на её периферии — Реж (36 420 чел., 83 км), Асбест (62 285 чел., 86 км) и Нижние Серги (8891 чел., 100 км) — это так называемый третий пояс городов-спутников.

## Основные направления развития
Екатеринбургская агломерация — центр экономической системы области. Здесь сосредоточены основные мощности социально-ориентированных отраслей (лёгкая и пищевая промышленность), машиностроение, добывающая промышленность, химический комплекс, лесопромышленный комплекс, медицинская промышленность, наукоёмкое производство, представленное крупнейшими в Свердловской области и России машиностроительными и оборонными предприятиями, кредитно-финансовые учреждения, страховые компании и прочие субъекты рыночной инфраструктуры. В агломерации сосредоточены 50 % населения и около 60 % инвестиций в регионе в целом.
Вклад агломерации в экономику Российской федерации ежегодно составляет более одного процента.
- Развитие Екатеринбурга как мультимодального транспортного узла.
- Ускоренное развитие научно-исследовательских, инновационных, информационных, образовательных, финансовых, торговых, транспортно-логистических услуг.